# Oswald Croll
Oswald Croll (1563 k. - 1609) paracelziánus orvos és kémikus.
A Marburgi Egyetem orvosprofesszora, a Basilica chymica (1609) szerzője melyet Frankfurtban adott ki. Leginkább arról híres, hogy a kémiát akarta összeházasítani az orvostudománnyal.
Elisabeth Jane Weston (Westonia) humanista költőnő több versben üdvözli könyvének megjelenésekor.

## Külső hivatkozások
- National Library of Medicine

1. ↑  Early Modern Letters Online (angol nyelven). (Hozzáférés: 2017. október 9.)